# 南浜通 (新潟市)
南浜通（みなみはまどおり）は、新潟県新潟市中央区の町字。現行行政地名は南浜通1番町及び南浜通2番町。住居表示未実施区域。郵便番号は951-8112。

## 概要
1879年(明治12年)から現在までの町名で、1番町から2番町がある。新潟町の町域改編により、寄居白山新田村から分立した。

### 隣接する町字
北から東回り順に、以下の町字と隣接する。
- 西大畑町
- 中大畑町
- 東大畑通
- 南大畑町
- 西堀通

## 歴史
- 1879年（明治12年） : 新潟町の町域改編により、寄居白山新田村から分立。
- 1889年（明治22年）4月1日 : 新潟区の市制施行により新潟市の町丁となる。
- 2007年（平成19年）4月1日 : 新潟市の政令指定都市移行により、中央区の大字となる。

## 世帯数と人口
2018年（平成30年）1月31日現在の世帯数と人口は以下の通りである。
| 町丁        | 世帯数 | 人口 |
| ----------- | ------ | ---- |
| 南浜通1番町 | 14世帯 | 30人 |
| 南浜通2番町 | 24世帯 | 49人 |
| 計          | 38世帯 | 79人 |

## 小・中学校の学区
市立小・中学校に通う場合、学区は以下の通りとなる。
| 町丁        | 番地 | 小学校             | 中学校             |
| ----------- | ---- | ------------------ | ------------------ |
| 南浜通1番町 | 全域 | 新潟市立新潟小学校 | 新潟市立寄居中学校 |
| 南浜通2番町 | 全域 | 新潟市立新潟小学校 | 新潟市立寄居中学校 |

## 主な企業・施設
- 北方文化博物館新潟分館